# 裂萼杜鹃
裂萼杜鹃（学名：Rhododendron schistocalyx）为杜鹃花科杜鹃花属下的一个种。

## 扩展阅读
維基物種上的相關：裂萼杜鹃